# Madman Across the Water
Albums de Elton John
17-11-70
(1971) Honky Château
(1972)
Singles
1. Levon
Sortie : 29 novembre 1971
2. Tiny Dancer
Sortie : 7 février 1972

Madman Across the Water est le quatrième album studio du chanteur-compositeur britannique d'Elton John, sorti en 1971. On y retrouve le claviériste Rick Wakeman à l'orgue Hammond sur 2 chansons. Paul Buckmaster a écrit les arrangements orchestraux et a dirigé l'orchestre. 

## Titres
Toutes les chansons sont écrites par Bernie Taupin et les musiques composées par Elton John.

### Face 1
1. Tiny Dancer – 6:15
2. Levon – 5:22
3. Razor Face – 4:44
4. Madman Across the Water – 5:56

### Face 2
1. Indian Sunset – 6:45
2. Holiday Inn – 4:17
3. Rotten Peaches – 4:56
4. All the Nasties – 5:08
5. Goodbye – 1:48

## Musiciens
- Elton John : chant, piano
- Brian Dee : harmonium (2)
- Jack Emblow : accordéon (3)
- Rick Wakeman : orgue Hammond (Razor Face et Rotten Peaches)
- Diana Lewis : synthétiseur ARP (4, 7)
- B. J. Cole : guitare pedal steel (1)
- Davey Johnstone : guitare acoustique (1, 4, 7), mandoline (6), guitare sitar Dan Electro (6)
- Caleb Quaye : guitare électrique (1-3), et acoustique (6)
- Chris Spedding : guitare électrique (4), guitare slide (7)
- David Glover : basse (1, 3, 6)
- Brian Odgers : basse (2)
- Herbie Flowers : basse (4, 5, 7)
- Dee Murray : basse (8), chœurs (1, 6, 7)
- Chris Laurence : contrebasse (5)
- Roger Pope : batterie (1, 3, 6)
- Barry Morgan : batterie (2)
- Terry Cox : batterie (4, 5, 7)
- Nigel Olsson : batterie (8), chœurs (1, 6, 7)
- Ray Cooper : percussions (4), tambourin (7, 8)
- Lesley Duncan, Sue & Sunny, Barry St. John, Liza Strike, Roger Cook, Tony Burrows, Terry Steele : chœurs (1, 6, 7)
- Cantores em Ecclesia Choir : chorale (5, 8)
- Robert Kirby : directeur de la chorale
- Paul Buckmaster : arrangements orchestraux et direction de l'orchestre (1, 2, 4, 5, 6, 8, 9)
- David Katz – entrepreneur de l'orchestre (1, 2, 4, 5, 6, 8, 9)

## Classements et certifications
| Pays et classement (1972)     | Meilleure position |
| ----------------------------- | ------------------ |
| Australie - Kent Music Report | 8                  |
| Canada - RPM Albums Chart     | 9                  |
| Italie                        | 14                 |
| Japon - Oricon                | 13                 |
| Espagne                       | 11                 |
| Royaume-Uni - UK Albums Chart | 41                 |
| États-Unis - Billboard 200    | 8                  |

| Classements (1972)          | Position |
| --------------------------- | -------- |
| États-Unis - Top Pop Albums | 10       |
| Italie                      | 54       |

| Pays              | Certification |
| ----------------- | ------------- |
| États-Unis (RIAA) | 2 × Platine   |